# 新規契約 (携帯電話)
新規契約（しんきけいやく）とは、携帯電話・PHSを利用するために、回線契約を新しく結ぶことである。新規と略されることもある。

## 新規契約の概要
携帯電話やPHSを利用する場合、キャリアに対して回線を使用するための契約を結ぶ必要がある。通信事業者が認めたショップ等で、申込み手続き・承認が必要となる。その際に加入審査が実施され、過去に未払い・支払遅延・短期解約がないかどうかが調査され、どれかに当てはまれば他社を含めて契約ができなくなる、
不正利用防止のため、運転免許証など携帯電話不正利用防止法で定められた身分証明書が必要である。ただし、健康保険証や学生証等の場合は現住所が確認できる補助書類が必要である（キャリアによっては、顔写真付きの身分証明書でも補助書類が必要な場合がある）。NTTドコモ、au（KDDI・沖縄セルラー電話連合）、ソフトバンクのY!mobileブランド（ウィルコム、イー・モバイル）では、写真付きの住民基本台帳カード（または個人番号カード）を単体で本人確認書類として認めているが、ソフトバンクのSoftBankブランド、ディズニー・モバイル（新規受付が終了されたため、2016年現在は、契約変更や解約のみで使用）では、内規により認めていない。なお、契約者が未成年の場合は親権者等の同意書が、代理人（契約者本人以外）の場合は委任状が必要である。
新規契約の場合、新しい電話番号が必要である。空き番号から自動的に選択する方法、端末（もしくはUIMカード内）にあらかじめ記録されたものから契約者が選択する方法、電話番号の下4桁を指定し空き番号を検索する方法のいずれかにより、電話番号は決まる。
新規契約では端末価格が機種変更に比べて安めになっていることが多い。これは、新規契約は機種変更に比べて大幅な増収が期待でき、インセンティブの原資が確保しやすいからである。また新規契約では必ず電話機の購入が必要となるため、新規契約用が機種変更用並みの価格では新規契約者獲得の妨げとなる恐れもある。そのため短期間で解約させないように、中途解約に解約金が必要な割引サービスへの加入を店が必須とする場合も少なくないが、販売店が独自に違約金をとることは携帯各社は認めていない。
新規契約が済むと、最初の請求で契約事務手数料が請求されるほか、不正契約防止のため契約確認書類が契約者の住所へ送付される。かつては新規加入料も別途必要だった。尚、事業撤退が決定したキャリアからの移行の場合、端末価格や手数料が通常の新規契約と比べて大幅に優遇される場合もある。
サービス終了が決定した旧規格やキャリアに対しては、サービス終了の一定期間前より新規契約の受け付けが停止される。

## 番号ポータビリティを利用した新規契約
番号ポータビリティを利用して新規契約を行う場合、移転元事業者から発行されたMNP予約番号を移転先事業者へ持って行き、新規契約の申し込みを行う。その後移転元事業者がMNP予約番号を照合して移転元事業者との契約が解除され者との契約が成立する。